# Heinrich Holland (Wirtschaftswissenschaftler)
Heinrich Holland (* 1955 in Rheinberg) ist ein deutscher Wirtschaftswissenschaftler und Professor für Betriebswirtschaftslehre an der Hochschule Mainz (University of Applied Sciences).

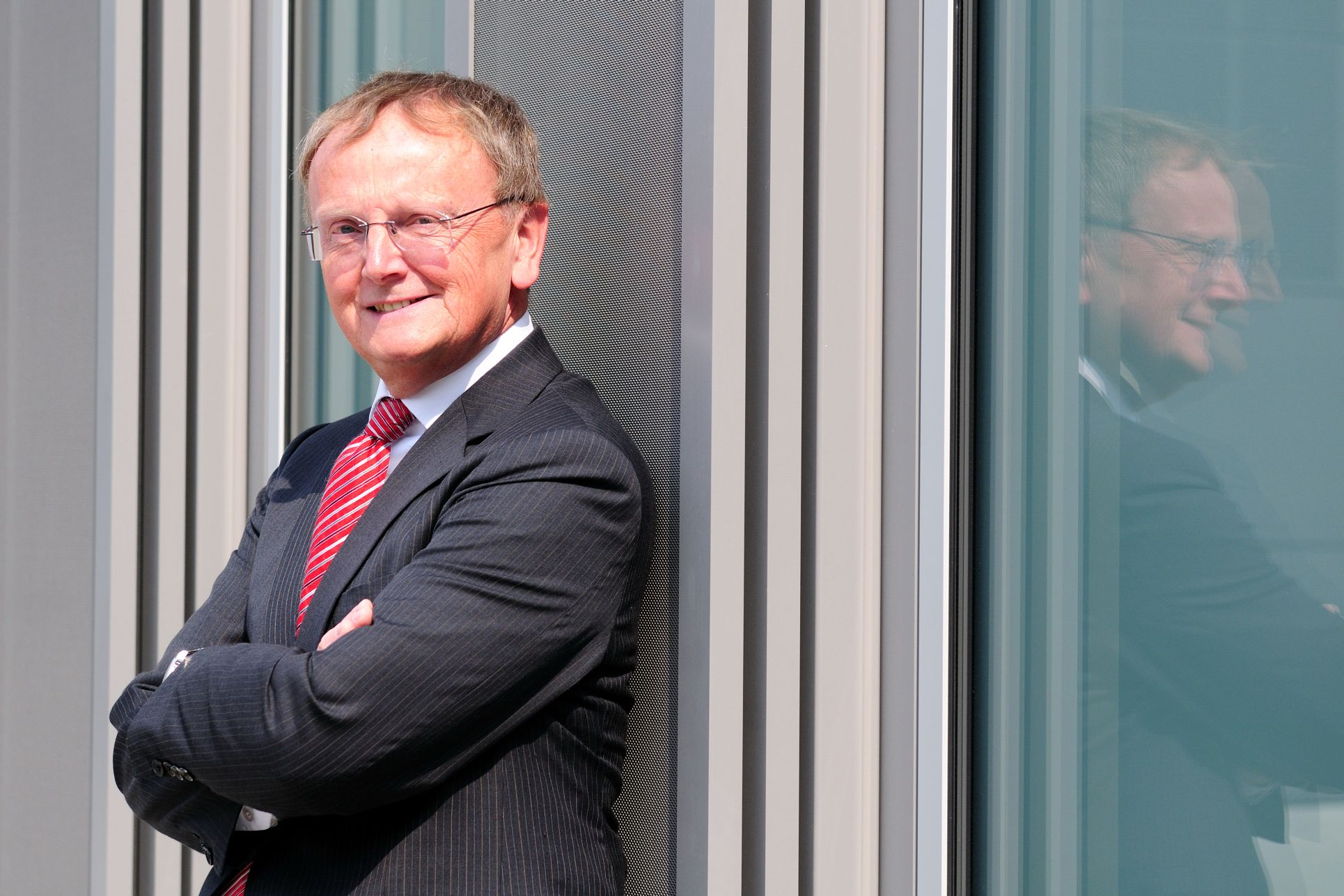
Heinrich Holland

## Leben
Aufgewachsen in Kamp-Lintfort, studierte Heinrich Holland nach dem Abitur von 1975 bis 1980 Betriebswirtschaftslehre an der Westfälischen Wilhelms-Universität in Münster (Westfalen), wo er im Jahr 1983 zum Dr. rer. pol. promoviert wurde. Seit 1987 ist er Professor an der Hochschule Mainz mit den Schwerpunkten Dialogmarketing und Quantitative Methoden der Betriebswirtschaftslehre.
Holland war Akademieleiter der Deutschen Dialogmarketing Akademie (DDA) und Mitglied in zahlreichen Jurys und Beiräten. So ist er beispielsweise Mitglied der Jury des Alfred-Gerardi-Preises für wissenschaftliche Arbeiten zum Dialogmarketing, des MAX-Award und des E-Mail Marketing Award. Er ist Vorsitzender des Förderpreises „Go Dialog“. Holland war der wissenschaftliche Leiter der Deutschen Meisterschaft Kundenkommunikation 2011 und 2012, die u. a. von der Denkfabrik und der Computerwoche ausgerichtet wird. Für einen Fernstudiengang zum Dialogmarketing hat Holland 18 Lernhefte verfasst. Bei dem Fernsehsender BR-alpha hat Holland Sendungen zur Wirtschaftsmathematik konzipiert und moderiert.
Holland war im Amtsjahr 2007/2008 und 2008/2009 Präsident des Kiwanis Clubs Wiesbaden. In der Kommunalpolitik ist er als Vorstandsmitglied und Mitglied des Gemeinderates aktiv.
Im Jahr 2021 erschien die 2. Auflage seines Buches "Digitales Dialogmarketing", nachdem die 1. Auflage über 1,3 Mio. downloads zu verzeichnen hatte.
Neben seiner akademischen Arbeit ist Heinrich Holland gemeinsam mit seiner Frau Doris als Fotograf erfolgreich. Er gewann den "Photography Award" auf der Photokina 2018 und hatte zwei Kunstausstellungen "Die ältesten Bäume der Welt" und "Blickachsen".

## Auszeichnungen
Wegen seiner Verdienste um die Forschung und Ausbildung im Dialogmarketing wurde er vom Deutschen Dialogmarketing Verband (DDV) im Jahr 2004 in die Hall of Fame aufgenommen. Im November 2013 wurde er von der DDA (Deutsche Dialogmarketing Akademie) als "Dozent des Jahrzehnts" geehrt. Im Jahr 2016 wurde er mit seinem Werk "Digitales Dialogmarketing" nominiert für den Wissenschaftspreis.

## Schriften
Holland hat Publikationen vor allem zum Dialogmarketing verfasst, von denen zwei Bücher in russischen Übersetzungen erschienen sind. Insgesamt hat er über 20 Bücher und über 250 Artikel veröffentlicht und ist Herausgeber einer Buchreihe zum Dialogmarketing.
- mit K. Scharnbacher: Statistik im Betrieb. 15. Auflage. Wiesbaden 2015.
- mit D. Holland: Mathematik im Betrieb. 13. Auflage. Wiesbaden 2021.
- als Herausgeber: Digitales Dialogmarketing. 2. Auflage. Wiesbaden 2021.
- Dialogmarketing, Offline- und Online-Marketing, Mobile- und Social Media-Marketing. 4. Auflage. München 2016.
- Dialogmarketing. München 2002.
- mit K. Bammel: Mobile Marketing. München 2006.
- mit K. Scharnbacher: Grundlagen der Statistik. 8. Auflage. Wiesbaden 2010.
- Die neuen Werbeformen: Guerilla, Viral und Blogs. In: Frankfurter Allgemeine Zeitung. 29. Januar 2007, S. 20.
- Open Source Marketing – Ewropejskij wzgljad na hobyju realnost. In: Markjeting Pro. Heft 9, Moskau 2008, S. 40–42.
- Aktualnie tendenzii one-to-one Marketinga. In: Markjeting Pro. Heft 1–2, Moskau 2010, S. 24–26.
- Diverse Stichworte (über 100). In: Gablers Wirtschafts-Lexikon. Wiesbaden 2017.
- Big-Data-Marketing. In: G. Braun, T. Schwarz (Hrsg.): Leitfaden Data Driven Marketing. Waghäusel 2015, S. 15–38.
- Marketing. In: J. Hübner, J. Eurich, M. Honecker, T. Jähnichen, M. Kulessa, G. Renz (Hrsg.): Evangelisches Soziallexikon. 9. Auflage. Stuttgart 2016, S. 964 f.
- Marktforschung. In: J. Hübner, J. Eurich, M. Honecker, T. Jähnichen, M. Kulessa, G. Renz (Hrsg.): Evangelisches Soziallexikon. 9. Auflage. Stuttgart 2016, S. 968 f.
- mit S. Zand-Niapour: Einflussfaktoren der Adoption von „Connected Cars“ durch Endnutzer in Deutschland. Eine empirische Untersuchung. (= UASM Discussion Paper Series. Paper No. 5/2017). Mainz 15. Mai 2017.
- mit N. Ramanathan: Customer Experience Management. In: F. Keuper, M. Schomann, L. Sikora, R. Wassef (Hrsg.): Disruption and Transformation Management – Digital Leadership – Digitales Mindset – Digitale Strategie. Wiesbaden 2018, S. 343–352.
- Crossmediale Verknüpfung von Dialogstrategien. In: K. Otto, A. Köhler (Hrsg.): Crossmedialität im Journalismus und in der Unternehmenskommunikation. Wiesbaden 2018, S. 225–245.
- Dialogmarketing und Kundenbindung mit Connected Cars – Wie Automobilherstellern mit Daten und Vernetzung die optimale Customer Experience gelingt. Wiesbaden 2019.

## Nachweise
1. ↑  Digitales Dialogmarketing: Grundlagen, Strategien, Instrumente. 2. Auflage. Gabler Verlag, 2021, ISBN 978-3-658-28958-4 (springer.com [abgerufen am 10. Mai 2021]).
2. ↑  Natacha Olbrich: „Die ältesten Bäume der Welt“. journal-lokal.de, 16. Juli 2020, abgerufen am 25. Juli 2021.
3. ↑  Alexandra Blüchel: Kunstausstellung der Verbandsgemeinde Bodenheim: „Blickachsen“. journal-lokal.de, 4. Juni 2021, abgerufen am 25. Juli 2021.
4. ↑  DDA kürt Dozenten des Jahrzehnts (Memento vom 4. März 2016 im Internet Archive)
5. ↑  EHI, (Memento vom 9. Dezember 2017 im Internet Archive): Nominierte Arbeiten. (PDF) EHI,, archiviert vom Original am 9. Dezember 2017; abgerufen am 8. Juni 2016.  Info: Der Archivlink wurde automatisch eingesetzt und noch nicht geprüft. Bitte prüfe Original- und Archivlink gemäß Anleitung und entferne dann diesen Hinweis.

| Personendaten    | Personendaten                                       |
| ---------------- | --------------------------------------------------- |
| NAME             | Holland, Heinrich                                   |
| KURZBESCHREIBUNG | deutscher Betriebswirtschaftler und Hochschullehrer |
| GEBURTSDATUM     | 1955                                                |
| GEBURTSORT       | Rheinberg                                           |